# Ольховка (Сахалинская область)
Ольхо́вка — село в Углегорском муниципальном районе Сахалинской области России. Входит в состав Углегорского городского поселения.

## География
Село находится на расстоянии 3 км от города Углегорск, административного центра района.

## Население
| 2002 | 2010 | 2013 | 2021 |
| ---- | ---- | ---- | ---- |
| 559  | ↘400 | ↘338 | ↗342 |

### Половой состав
Согласно результатам переписи 2002 года, в селе проживало 599 человек (276 мужчин и 323 женщины).

### Национальный состав
Согласно результатам переписи 2002 года, в национальной структуре населения русские составляли 92 % из 599 чел.

## Улицы
- ул. Заречная,
- ул. Красный Пахарь,
- ул. Парковая,
- ул. Первомайская,
- ул. Центральная.